# Vitalik Buterin
Vitaliy Dmitrievič Buterin, detto Vitalik (in russo Виталий Дмитриевич Бутерин?; Kolomna, 31 gennaio 1994), è un programmatore russo naturalizzato canadese.
Tra i fondatori di Ethereum, una piattaforma Web 3.0 decentralizzata, all'età di 17 anni è stato anche tra i fondatori di Bitcoin Magazine, un sito e una rivista stampata che trattano di argomenti relativi al Bitcoin. Nel 2014 ha vinto il premio World Technology Award per il suo contributo alla creazione e invenzione di Ethereum.

## Biografia
Nato in Russia, ma cresciuto in Canada e residente a Toronto, Buterin si è interessato a Bitcoin nel 2011, anno in cui, tra le altre cose, è uno dei fondatori del periodico Bitcoin Magazine in quell'anno. Ha svolto le mansioni di head writer per la rivista, e ha scritto di argomenti relativi a Bitcoin per altre pubblicazioni, tra cui Bitcoin Weekly. Nel 2012 ha vinto la medaglia di bronzo alle Olimpiadi internazionali dell'informatica in Italia.
È uno dei creatori e inventori di Ethereum, descritto come una “rete decentralizzata di mining e una piattaforma di sviluppo confluite insieme” che facilita la creazione di nuove Criptovalute e programmi che condividono una singola block chain (un registro crittografico di transazioni). Buterin ha contribuito a diversi altri progetti software open source. È dipendente di KryptoKit, azienda canadese che pubblica una app Chrome che funziona sia da portafoglio Bitcoin sia da piattaforma di social networking. Lavora anche come sviluppatore per il sito marketplace di criptovalute Egora.

## Riconoscimenti
- Thiel Fellowship Award 2014 [4]
- World Technology Award Winner 2014 - IT Software[2]

## Opere
- Vitalik Buterin, Proof of stake. La nascita di Ethereum e la filosofia della Blockchain, Milano, Gribaudo, 2025, ISBN 9788858054802.